# David Steinberg
David Steinberg (Winnipeg, 9 de agosto de 1942) es un comediante, actor, escritor y director canadiense. En el apogeo de su popularidad, a finales de los años 1960 y principios de los años 1970, fue uno de los comediantes más reconocidos de los Estados Unidos. Apareció en The Tonight Show Starring Johnny Carson más de 100 veces (segundo después de Bob Hope en número de apariciones en el programa) y ofició como anfitrión invitado doce veces. Steinberg dirigió varias películas y reconocidas series de televisión, entre las que destacan Seinfeld, Friends, Mad About You, Curb Your Enthusiasm, The Golden Girls y Designing Women. Desde 2012, Steinberg ha sido el presentador del programa de entrevistas Inside Comedy de la cadena Showtime.